# 吉澤靖之
吉澤 靖之（よしざわ やすゆき、1944年 - ）は、日本の医学者。専門は呼吸器内科学。元東京医科歯科大学学長。

## 人物・経歴
北海道比布町出身。北海道旭川西高等学校を経て、1969年東京医科歯科大学医学部医学科卒業。1970年東京医科歯科大学医学部副手。1972年東京逓信病院医師。1977年イリノイ大学客員研究員。1978年ウイスコンシン医科大学客員研究員。1979年ウイスコンシン医科大学客員教授。1980年東京逓信病院医師。1984年筑波大学臨床医学系講師。1986年筑波大学臨床医学系助教授。1993年東京医科歯科大学医学部助教授。1998年東京医科歯科大学医学部附属病院教授。1999年東京医科歯科大学医学部附属病院病院長補佐。2000年東京医科歯科大学大学院医歯学総合研究科教授。2002年東京医科歯科大学保健管理センターセンター長。2004年東京医科歯科大学医学部附属病院副病院長、東京医科歯科大学医師会長。2008年東京医科歯科大学理事・副学長。2014年から東京医科歯科大学学長を務め、武部貴則、室伏広治などを、教授選考会ではなく人事委員会で採用を進めるなどし、在任中にQSの医学分野ランキングの世界ランクを大幅に上昇させた。2021年瑞宝中綬章受章。

## 著書
- 『臨床研修イラストレイテッド』羊土社 1988年

### 編書
- 『薬剤による呼吸器障害 : 薬剤使用中はいつも呼吸器に注意を』克誠堂出版 2005年
- 『EBM呼吸器疾患の治療』中外医学社 2005年
- 『胸部X線画像診断アトラス : 疾患が読める!』中山書店 2012年